# Crash Bandicoot: la venganza de Cortex
Crash Bandicoot: The Wrath of Cortex es un videojuego de plataformas desarrollado por Traveller's Tales y publicado por Universal Interactive Studios. Se lanzó por primera vez para PlayStation 2 y luego se trasladó a Xbox y GameCube, y Eurocom desarrolló la versión de GameCube. Es la cuarta entrega principal y la sexta en general de la serie de videojuegos Crash Bandicoot, siendo la primera de la serie que no se lanza únicamente para una consola PlayStation.
La trama se centra en la aparición de Crunch Bandicoot, un bandicoot genéticamente avanzado creado por el principal antagonista de la serie, el Doctor Neo Cortex, que ha aprovechado el poder de un grupo de espíritus enmascarados destructivos conocidos como los Elementales. Crash Bandicoot y su hermana Coco deben viajar por el mundo y recolectar cristales especiales que devolverán a los Elementales a un estado de hibernación y frustrarán los planes de Cortex de usar a Crunch como arma para dominar el mundo.
La recepción crítica del juego fue mixta, y muchos críticos opinaron que el juego recicló elementos de sus predecesores de PlayStation con una innovación mínima. La edición de PlayStation 2 vendió 1,56 millones de copias en Norteamérica y el juego calificó para varias gamas de éxito de ventas, incluida Platinum Range para PlayStation 2, Xbox Classics y Player's Choice en GameCube. Fue lanzado como título de lanzamiento para la línea Xbox Originals de juegos descargables de Xbox original para el servicio Live Marketplace de Xbox 360 en diciembre de 2007.

## Jugabilidad
Crash Bandicoot: The Wrath of Cortex es un videojuego de plataformas en el que el jugador controla a Crash y a Coco Bandicoot, que deben reunir 25 Cristales y derrotar a los principales antagonistas de la historia: el Doctor Neo Cortex, su nueva super arma, Crunch Bandicoot y las fuentes de poder de Crunch, los Elementales renegados. Gran parte del juego tiene lugar en un "Sistema de Hub de Realidad Virtual (VR)" creado por Coco para ayudar a Crash a reunir los Cristales. El VR Hub System se divide en cinco "VR Hubs"; inicialmente, solo está disponible el primer VR Hub. Cada VR Hub tiene cinco portales de teletransportación a diferentes niveles. El objetivo en cada nivel es encontrar y obtener el Cristal oculto en el área. En algunos niveles, el Cristal se ubicará al final de un nivel o debe ganarse completando un desafío específico. La mayoría de los niveles contienen una "Plataforma de bonificación" que conduce a un área de bonificación especial, donde el jugador debe navegar a través de un laberinto y recoger todo lo que esté a la vista. Una vez que se completa un área de bonificación, no se puede volver a jugar a menos que se reinicie el nivel. Después de completar los cinco niveles en un VR Hub, aparecerá un sexto portal de teletransportación para una pelea de jefe con Crunch. Al derrotar al jefe, el próximo VR Hub estará disponible para jugar. Cuando se recogen los 25 cristales y se derrota al Doctor Cortex y Crunch, se gana el juego.
Además de los cristales, se pueden recolectar gemas y gemas de colores para lograr un logro adicional. Las gemas se recompensan al jugador si todas las cajas de un nivel se abren o si se completa un área secreta. Las gemas de colores se encuentran en niveles especiales y conducen a áreas ocultas. Las "Reliquias" se pueden ganar volviendo a entrar en un nivel donde el Cristal ya ha sido recuperado. Para obtener una Reliquia, el jugador debe iniciar el modo "Contrarreloj" y correr a través de un nivel en el tiempo designado previamente antes de ingresar a un nivel. Para comenzar una carrera contrarreloj, el jugador debe ingresar un nivel y activar el cronómetro flotante cerca del comienzo del nivel para activar el temporizador; Si no se toca el cronómetro, el nivel se puede jugar regularmente. El jugador debe correr por el nivel lo más rápido posible. Dispersos por todo el nivel hay cajas amarillas con los números uno, dos o tres en ellas. Cuando estas cajas se rompen, el temporizador se congela durante el número de segundos designado por la caja. Como no se pierden vidas en el modo Contrarreloj, el nivel se puede jugar tantas veces como lo desee el jugador. Las reliquias de zafiro, oro y platino se pueden ganar dependiendo de cuán bajo sea el tiempo final del jugador. Las primeras cinco Reliquias que recibe el jugador desbloquean el acceso a un nivel secreto. A partir de entonces, cada cinco Reliquias abren otro nivel en la Secret Warp Room. Los niveles en Secret Warp Room se deben ganar antes de que el juego se pueda completar por completo.
Crash y Coco Bandicoot comienzan el juego con cinco vidas. Crash y Coco pierden una vida cuando son atacados por un ataque enemigo o sufren cualquier otro tipo de daño. Se pueden ganar más vidas recogiendo 100 "Frutas Wumpa" o abriendo una caja especial para recoger una vida. Crash y Coco pueden protegerse del ataque enemigo recogiendo una máscara Aku Aku. Recolectar tres de estas máscaras permite la invulnerabilidad temporal de todos los peligros menores. Si Crash o Coco se quedan sin vidas, el juego termina. Sin embargo, el juego puede continuar seleccionando "Continuar" en la pantalla "Juego terminado".

## Personajes
Diez personajes recurrentes de títulos anteriores de Crash protagonizan Crash Bandicoot: The Wrath of Cortex junto con cinco personajes nuevos. El protagonista del juego, Crash Bandicoot, es un bandicoot barrado oriental genéticamente mejorado que debe derrotar al antagonista Doctor Neo Cortex y su nueva arma. Coco Bandicoot, la hermana menor de Crash, es una experta en informática altamente inteligente con un interés en las películas de artes marciales de Hong Kong. Aku Aku es un brujo omnipotente que guía y ayuda a Crash y Coco a detener los planes del Doctor Neo Cortex. Pura, el cachorro de tigre mascota de Coco, tiene un papel muy pequeño y solo aparece en la introducción del juego.
El principal antagonista de la serie, Doctor Neo Cortex, es un científico loco que creó a Crash Bandicoot entre otros personajes y ahora busca la eliminación de Crash junto con la dominación mundial. La fuerza controladora detrás de los complots de Cortex para conquistar el mundo es Uka Uka, el hermano gemelo de Aku Aku. Cuatro villanos recurrentes de la serie tienen roles menores en el juego: Doctor N. Gin, el asistente principal de Cortex; Doctor Nefarious Tropy, un científico especializado en viajes en el tiempo; Tiny Tiger, un gigantesco y feroz tigre de Tasmania; y Dingodile, un híbrido de dingo-cocodrilo armado con un lanzallamas.
Cinco nuevos personajes de la serie hacen su aparición en Crash Bandicoot: The Wrath of Cortex, de los cuales el más importante es Crunch Bandicoot, una arma mejorada genéticamente del Doctor Cortex, un bandicoot biónico creado con el propósito de destruir a Crash Bandicoot. Actuando como fuente de poder de Crunch están los Elementales, un grupo de máscaras destructivas que controlan los elementos de la Tierra, el Agua, el Fuego y el Aire. Los Elementales consisten en Rok-Ko, una máscara de control de tierra temperamental y con cabeza de roca que controla los terremotos y deslizamientos de tierra, Wa-Wa, una máscara de control de agua que controla tormentas e inundaciones, Py-Ro, una máscara de control de fuego fácilmente perturbada que controla las erupciones de los volcanes, y Lo-Lo, una máscara de control del aire que bromea y controla los tornados.

## Trama
Indignado por su "historial de propagación del mal", Uka Uka ordena al Doctor Neo Cortex, Tiny Tiger, Dingodile, el Dr. Nefarius Tropy y el Dr. N. Gin que diseñen un plan para eliminar a Crash Bandicoot. Cortex se presenta a regañadientes con el anuncio de una "arma superior genéticamente mejorada de fuerza increíble", pero revela que le falta una fuente de energía. Uka Uka sugiere usar a los Elementales, un grupo de máscaras renegadas que tenían poder elemental sobre la tierra, el agua, el fuego y el aire y fueron utilizados para devastar el globo. Los elementos causaron terremotos, inundaciones y una era de hielo. Hace muchos siglos, hasta que fueron encarcelados por Los Antiguos con la ayuda de cristales especiales que pusieron las máscaras en un estado de hibernación. Cortex deduce que si despiertan a los Elementales y aprovechan su poder destructivo, pueden darle vida a su arma secreta y eliminar a Crash Bandicoot para siempre.
De vuelta en la Tierra, el mundo está repentinamente aterrorizado por desastres naturales severos, lo que lleva a Aku Aku a darse cuenta de que Uka Uka ha liberado a los Elementales. Aku Aku regresa a Crash y Coco Bandicoot y les alerta de la situación actual, revelando que la única forma de detener a los Elementales es encarcelarlos una vez más con los Cristales, que se han dispersado por la Tierra. Utilizando el nuevo Sistema de Virtual Reality Hub de Coco, Crash y Coco viajan por el mundo y reúnen los Cristales, evitando los ataques de la super arma de Cortex, Crunch Bandicoot y los Elementales en el camino. Sin embargo, para cuando los Cristales se han reunido y los Elementales se han puesto en su estado de hibernación, los poderes elementales de Crunch han alcanzado la capacidad máxima, lo que obligó a Crash a luchar contra Crunch a toda potencia en la estación espacial de Cortex. Sin embargo, Crash derrota a Crunch, lo que lo libera del control de Cortex. Enfurecido por este fracaso, Uka Uka ataca a Cortex con una bola de fuego, solo para que golpee una parte vital de la estación espacial, lo que provoca una reacción en cadena que resulta en la autodestrucción de la estación espacial. Crash, Aku Aku y Crunch escapan y regresan a la casa de Bandicoot en la nave de combate espacial de Coco, mientras que Cortex y Uka Uka despliegan una cápsula de escape y terminan aterrizando en algún lugar de la Antártida, donde Uka Uka persigue furiosamente a Cortex alrededor de un pequeño témpano de hielo.

## Desarrollo

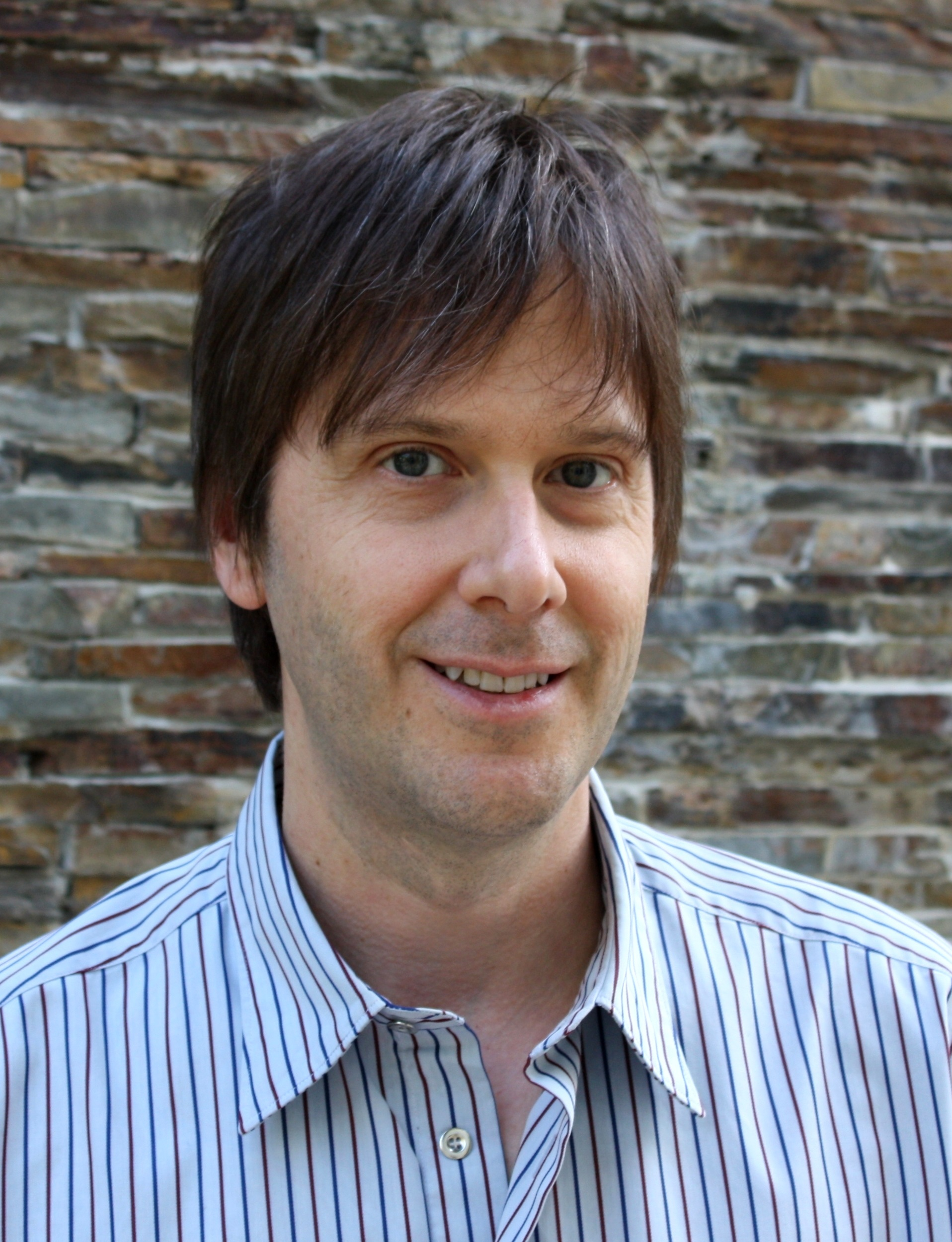
Originalmente, el juego fue diseñado por Mark Cerny como un videojuego no lineal

Crash Bandicoot: The Wrath of Cortex originalmente fue diseñado por Mark Cerny, quien había diseñado todos los juegos de la serie hasta el momento, y publicado por Sony Computer Entertainment. El juego bajo la dirección de Cerny iba a ser un título no lineal con elementos de rompecabezas que verían a Crash viajar entre diferentes planetas. A principios de 2000, cuando Universal se acercó a Traveller's Tales para ser el equipo de desarrollo detrás del juego, produjeron una demostración en 3D de Crash en un nivel volcánico. El desarrollo del motor del juego comenzó a mediados de 2000. Originalmente se tituló Crash Bandicoot Worlds. El 21 de septiembre de 2000, Universal Interactive Studios y Konami anunciaron que habían firmado un acuerdo que permitiría a Konami publicar un juego Crash Bandicoot para sistemas de videojuegos de próxima generación, con Universal Interactive manejando la producción de los juegos. El acuerdo sirvió para romper la exclusividad de la franquicia Crash Bandicoot para las consolas producidas por Sony y efectivamente convirtió a Crash Bandicoot en un personaje mascota de Universal en lugar de Sony. Después de que Universal se peleó con Cerny y Sony, Traveller's Tales se vio obligado a modificar el juego de un título no lineal a un título estándar de Crash. Traveller's Tales tuvo que comenzar a desarrollar el juego desde cero y solo se les dieron doce meses para completar el juego.
El personaje Crunch Bandicoot fue diseñado por Craig Whittle de Traveller's Tales y Sean Krankel de Universal. El concepto de luchar contra los mini jefes dentro de los niveles del juego se abandonó para mantener el ritmo rápido y frenético del juego de la serie. La capacidad multijugador también se consideró antes de ser eliminada. Un borrador anterior de la historia presentaba una versión alternativa del clímax y el final del juego, que involucraba a Crash luchando contra Crunch en un traje de robot mecánico. Al final de la pelea, Crunch destruiría el traje de Crash con un rayo de electricidad. Los escombros resultantes dejarían a Cortex inconsciente, destruirían el dispositivo de control remoto que controlaba Crunch e iniciarían un incendio eléctrico en la estación espacial. Mientras los Bandicoots escapan para reanudar sus vacaciones en la playa, las ruinas de la estación espacial se estrellarían en el asentamiento original de la isla de Cortex, permitiendo convenientemente que Cortex y Uka Uka reanuden sus ofertas de dominación mundial.
La mayoría de los personajes y vehículos del juego fueron construidos y texturizados por Nicola Daly y animados por Jeremy Pardon. Los principales sistemas de juego y el código del juego en su conjunto fueron codificados por John Hodskinson. La música del juego está compuesta por Andy Blythe y Marten Joustra de Swallow Studios. Una versión reordenada del tema original 
de Crash Bandicoot por Josh Mancell de Mutato Muzika también aparece en el juego. Los efectos de sonido del juego fueron creados por Ron Horwitz, Tom Jaeger, John Robinson y Harry Woolway de Universal Sound Studios. Los actores de voz del juego fueron elegidos y dirigidos por Margaret Tang. Clancy Brown expresa el doble papel del Doctor Neo Cortex y Uka Uka, mientras que Mel Winkler ofrece la voz de Aku Aku. Crash y Coco Bandicoot son expresados respectivamente por Brendan O'Brien y Debi Derryberry. Corey Burton expresa a los villanos que regresan, el Doctor N. Gin y el Doctor Nefarious Tropy. Kevin Michael Richardson proporciona la voz del nuevo personaje Crunch Bandicoot, mientras que los Elementales, que consisten en Rok-Ko, Wa-Wa, Py-Ro y Lo-Lo, son interpretados por Thomas F. Wilson, R. Lee Ermey, Mark Hamill, y Jess Harnell respectivamente.

## Lanzamiento
Crash Bandicoot: The Wrath of Cortex se lanzó en PlayStation 2 el 29 de octubre de 2001, y la versión japonesa cuenta con tiempos de carga un poco más cortos que las otras versiones regionales de ésta plataforma. La versión para Xbox del juego fue anunciada por Universal Interactive el 31 de enero de 2002, y presenta tiempos de carga reducidos y gráficos mejorados. El 17 de septiembre de 2002, el juego fue lanzado en GameCube, inicialmente en Norteamérica, además de tener tiempos de carga aún más cortos que la versión de Xbox, también añade de manera exclusiva el minijuego "Crash Blast", minijuego que se juega conectando una Gameboy Advance (usando cualquiera de los 3 modelos), no obstante dicho minijuego no lo desarrolló Traveller's Tales, sino Vicarious Visions, quien posteriormente desarrollaría el videojuego Crash Bandicoot XS para dicha portátil. Comercialmente, la versión de PlayStation 2 vendió más de 1.56 millones de unidades en Norteamérica, y alrededor de 170,000 copias en 2001 en Japón. La versión de PlayStation 2 también recibió un premio de ventas "Doble Platino" de la 
Entertainment and Leisure Software Publishers Association (ELSPA), indicando ventas de al menos 600,000 copias en el Reino Unido. Como resultado, el juego fue relanzado para la edición Platinum el 11 de octubre de 2002, para la alineación Greatest Hits el 15 de octubre de 2002 y para la alineación The Best el 17 de octubre de 2002. La versión del juego "Greatest Hits" presenta tiempos de carga más rápidos que los de la versión original. La versión de Xbox fue relanzada para la alineación de Xbox Classics el 11 de abril de 2003, y la versión de GameCube fue relanzada para la alineación de Player's Choice en Europa el 22 de octubre de 2004.

## Recepción
Crash Bandicoot: The Wrath of Cortex recibió críticas "mixtas hasta promedio", según el agregador de revisiones Metacritic. Los críticos de GameZone, GamePro, IGN, Game Informer, Electronic Gaming Monthly y Official Xbox Magazine consideraron que repetía la fórmula establecida por sus predecesores. Louis Bedigian de GameZone escribió una crítica positiva, diciendo que pasó mucho tiempo jugando el juego. Doug Perry de IGN describió el juego como "decente y bonito", aunque nada especial. La Official US PlayStation Magazine consideró que el juego anterior era mucho mejor. Game Informer criticó los tiempos de carga, diciendo que contribuyen a que sea un juego por debajo del promedio. Star Dingo de GamePro criticó el nuevo sistema de gestión. Electronic Gaming Monthly criticó el juego de prueba y error, describiéndolo como "trampa". Play Magazine señaló que la música había mejorado, los jefes eran más desafiantes y su gran valor rejugable. Hilary Goldstein sintió que mientras Crash Bandicoot: The Wrath of Cortex era "un juego divertido", el equilibrio y el sonido del juego lo decepcionaron.
La versión de GameCube obtuvo la calificación más baja entre los críticos de las tres versiones. Ben Kosmina de Nintendo World Report prometió que "los jugadores que experimenten la mascota loca por primera vez pueden disfrutarla". Michael Lafferty de GameZone describió el juego como "seguro, estéril y redundante". Nintendo Power elogió la "gran variedad" de la jugabilidad. Kilo Watt de GamePro dijo que "gráficamente, esta versión está ligeramente por debajo de la reciente versión de Xbox, pero en línea con la iteración competente de PlayStation 2". Electronic Gaming Monthly acordó que "Wrath en el GC está mucho más pulido aquí que en la PS2" denunció la versión de GameCube como "un caparazón de las otras dos versiones de consola".